# Vladimir Guerrero
Vladimir Alvino Guerrero (ur. 9 lutego 1975) – dominikański baseballista, który występował na pozycji zapolowego.

## Przebieg kariery
Guerrero podpisał kontrakt z Montreal Expos w 1993 roku jako wolny agent i początkowo występował w klubach farmerskich tego zespołu, między innymi w Harrisburg Senators, reprezentującym poziom Double-A. W Major League Baseball zadebiutował 19 września 1996 w meczu przeciwko Atlanta Braves. Trzy lata później po raz pierwszy wystąpił w Meczu Gwiazd i po raz pierwszy otrzymał nagrodę Silver Slugger Award. W sezonach 2001 i 2002 dwukrotnie zostawał członkiem Klubu 30–30, zdobywając odpowiednio 34 i 39 home runów oraz 37 i 40 skradzionych baz. 14 września 2003 w spotkaniu z New York Mets zaliczył cycle
W styczniu 2004 przeszedł do Anaheim Angels. W tym samym roku mając między innymi średnią uderzeń 0,337 (3. wynik w lidze), slugging percentage 0,598 (3. wynik w lidze), zdobywając 39 home runów (4. wynik w lidze) i zaliczając 126 RBI (4. wynik w lidze), został wybrany najbardziej wartościowym zawodnikiem sezonu w American League. W 2010 grał w Texas Rangers, zaś w 2011 w Baltimore Orioles. W sezonie 2012 występował w klubach farmerskich Toronto Blue Jays.
Pod koniec 2012 grał w zespole Tigres del Licey z Liga de Béisbol Profesional de la República Dominicana, zaś w kwietniu 2013 podpisał roczną umowę z Long Island Ducks z Atlantic League of Professional Baseball.
31 marca 2014 podpisał jednodniowy kontrakt z Los Angeles Angels of Anaheim, po czym oficjalnie zakończył zawodniczą karierę.

## Uhonorowanie
W 2018 został uhonorowany członkostwem w Baseball Hall of Fame.

## Nagrody i wyróżnienia
| Nagroda/wyróżnienie     | Lata                                                 | Źródło |
| MVP American League     | 2004                                                 | [ 9 ]  |
| 9× All-Star             | 1999, 2000, 2001, 2002, 2004, 2005, 2006, 2007, 2010 | [ 3 ]  |
| 8× Silver Slugger Award | 1999, 2000, 2002, 2004, 2005, 2006, 2007, 2010       | [ 5 ]  |
| Baseball Hall of Fame   | od 2018                                              | [ 14 ] |